# Municipio de Alpoyeca
El municipio de Alpoyeca es uno de los 85 municipios que conforman el estado de Guerrero, en México. Se localiza al noreste del estado y forma parte de la región de La Montaña. Su cabecera es la población de Alpoyeca.

## Geografía

### Localización y extensión
El municipio de Alpoyeca se localiza al oriente del estado de Guerrero, en la región de La Montaña; el municipio se ubica en las coordenadas geográficas 17°32´y 17°40´ de latitud norte y entre los 98°01´ y 98°31´ de longitud oeste con relación al meridiano de Greenwich. Posee una extensión territorial total de 155.4 kilómetros cuadrados, mismos que representan un 0.245 % respecto a la superficie total de la entidad. Sus límites territoriales son al norte con el municipio de Huamuxtitlán, al sur con los municipios de Tlalixtaquilla de Maldonado y Tlapa de Comonfort, al este con el estado de Oaxaca, en particular con el municipio de Zapotitlán Lagunas, y al oeste también con el municipio de Tlapa de Comonfort.

### Orografía e hidrografía
La orografía del municipio de Alpoyeca se clasifica en dos diferentes zonas, las accidentadas que se sitúan en las partes poniente y sur alcanzando alturas máximas de 1,700 metros sobre el nivel del mar, estas abarcan aproximadamente un 70% del territorio, y las planas ubicadas al norte con alturas entre los 950 y 1,500 metros sobre el nivel del mar, estas se extienden en un 30 % del municipio.
El municipio de Alpoyeca forma parte de la corriente hidrológica del Río Balsas que cubre gran parte del estado, en sus zonas norte y centro. Particularmente, el municipio es bañado por la cuenca del río Tlapaneco, uno de los principales recursos hidrológicos de la región de la Montaña, así como los ríos de Zizintla y el Tlalixtaquilla, adicionalmente fluyen arroyos de temporal y de corriente permanente.

### Climas y ecosistemas
El clima que predomina en el municipio es del tipo semiseco muy cálido y cálido, mismo que se extiende en prácticamente todo el territorio; Tiende a presentar cambios con el clima de tipo semicálido subhúmedo con lluvias en verano en algunos meses del año. Su temperatura media anual promedio va de los 22 a 26 °C también en todo el municipio y su precipitación media anual promedio presenta variaciones, prevaleciendo en gran parte del territorio precipitaciones de 800 mm y en una pequeña porción de la parte este con 1000 mm.
La flora del municipio se conforma principalmente por bosques en su zona centro, en los alrededores o extremos del territorio prevalece la Selva Baja Caducifolia y en la zona norte, en una muy pequeña porción, se desarrollan actividades como la agricultura. La fauna en el territorio es integrado por especies animales como el venado, conejo, armadillo, tejón, mapache, jabalí, tlacuache, liebre, guacamaya, zanate, chachalaca, paloma, iguana, víbora de cascabel, etc.

## Demografía

### Población
Según los datos que arrojó el II Censo de Población y Vivienda realizado por el Instituto Nacional de Estadística y Geografía (INEGI) con fecha censal del 12 de junio de 2010, el municipio de Alpoyeca contaba hasta ese año con un total de 6 637 habitantes, de dicha cantidad, 3 114 eran hombres y 3 523 eran mujeres.

### Localidades
En el censo de 2020 el municipio de Alpoyeca contaba con 8 localidades.
| Código INEGI    | Localidad             | Población (2020) |
| --------------- | --------------------- | ---------------- |
| 120050001       | Alpoyeca              | 4 653            |
| 120050002       | Ixcateopan            | 1 569            |
| 120050003       | San José Buenavista   | 1 214            |
| 120050004       | Tecoyo                | 331              |
| 120050005       | Barrio de San Marcos  | 25               |
| 120050006       | Barrio el Socorrito   | 16               |
| 120050013       | Rancho los Naranjos   | 4                |
| 120050011       | Rancho el Veinticinco | 1                |
| Total municipal | Total municipal       | 7 813            |

## Política y gobierno

### Administración municipal
El gobierno del municipio está conformado por un Ayuntamiento, un síndico, y un cabildo formado por tres regidores por mayoría relativa y tres por representación proporcional, todos son electos mediante una planilla única para un periodo de tres años no renovables para el periodo inmediato, pero si de manera no continúa, las elecciones se celebran el primer domingo del mes de octubre y el ayuntamiento entra a ejercer su cargo el día 1 de enero del año posterior a la elección.

### Representación legislativa
Para la elección de los Diputados locales al Congreso de Guerrero y de los Diputados federales a la Cámara de Diputados de México, Alpoyeca se encuentra integrado en los siguientes distritos electorales:
Local:
- XXII Distrito Electoral Local de Guerrero con cabecera en Huamuxtitlán.[14]

Federal:
- V Distrito Electoral Federal de Guerrero con cabecera en la ciudad de Tlapa de Comonfort.[15]

### Cronología de presidentes municipales
| Presidentes municipales de Alpoyeca |                                   |  |  |
| Período                             | Presidente municipal              |  |  |
| 1969-1971                           | Nazareo Palacios Sánchez          |  |  |
| 1972-1974                           | José Valdez Jiménez               |  |  |
| 1975-1977                           | Elias Vega Guevara                |  |  |
| 1978-1980                           | Oton Aguilar Hernandez            |  |  |
| 1981-1983                           | Florencio Alcocer Jiménez         |  |  |
| 1984-1986                           | Salvador Serafín Duran            |  |  |
| 1987-1989                           | Esteban Vergara Iturralde         |  |  |
| 1990-1993                           | Inocencio Hernández               |  |  |
| 1993-1996                           | Juan Manuel Chi Manzanero         |  |  |
| 1996-1999                           | Manuel Gómez Merlin               |  |  |
| 1999-2002                           | Giner Ranulfo Mendoza Rivadeneyra |  |  |
| 2002-2005                           | Demetrio González Lucas           |  |  |
| 2005-2008                           | Marco Antonio García Morales      |  |  |
| 2008-2012                           | Roberto Almora Méndez             |  |  |
| 2012-2015                           | Marco Antonio García Morales      |  |  |